# São João da Ponta
São João da Ponta är en kommun i Brasilien.   Den ligger i delstaten Pará, i den nordöstra delen av landet, 1 700 km norr om huvudstaden Brasília. Antalet invånare är 5 265.
I omgivningarna runt São João da Ponta växer i huvudsak städsegrön lövskog. Runt São João da Ponta är det glesbefolkat, med 19 invånare per kvadratkilometer.